# Де Вольф, Альфонс
Альфонс ("Фонс") де Вольф (нидерл. Alfons De Wolf; род. 22 июня 1956, Виллебрук, провинция Антверпен, Бельгия) — бельгийский профессиональный шоссейный велогонщик в 1979-1990 годах. Участник летних Олимпийских игр 1976 года.

## Достижения

### Шоссе
1974
7-й Тур Фландрии (юниоры)
7-й Чемпионат Европы по шоссейному велоспорту — Групповая гонка (юниоры)
1976
3-й Тур Фландрии U-23 U23
4-й Летние Олимпийские игры — Групповая гонка
1977
1-й  Тур Валлонии — Генеральная классификация
1-й Гент — Вевельгем U-23 U23
1-й Брюссель — Опвейк U23
3-й Тур Фландрии U-23 U23
5-й Чемпионат мира — Групповая гонка (любители)
1978
1-й Париж — Рубе U-23 U23
2-й Гран-при Вильгельма Телля — Генеральная классификация
1-й — Этапы 2 и 5
2-й Гент — Вевельгем U-23 U23
1979
Вуэльта Испании
9-й Генеральная классификация
1-й  Очковая классификация
1-й — Этапы  2, 7, 9, 16 (ИГ) и 19
2-й Трофео Баракки (вместе с Яном ван Хоуилингеном)
3-й Схелдепрейс
3-й Тур Бельгии — Генеральная классификация
4-й Три дня Де-Панне — Генеральная классификация
4-й Гран-при Зоттегема
5-й Флеш Валонь
6-й Гран-при Лугано
7-й Брабантсе Пейл
7-й Омлоп Хет Ниувсблад
8-й Льеж — Бастонь — Льеж
9-й Париж — Рубе
9-й Тиррено — Адриатико — Генеральная классификация
1980
1-й Джиро ди Ломбардия
1-й Дрёйвенкурс Оверейсе
1-й — Этап 3 Три дня Де-Панне
1-й Трофео Баракки (вместе с Жан-Люк Ванденбруком)
2-й Супер Престиж Перно
2-й Тиррено — Адриатико — Генеральная классификация
2-й Гент — Вевельгем
2-й Амстел Голд Рейс
3-й Эшборн — Франкфурт
3-й Кубок Бернокки
4-й Льеж — Бастонь — Льеж
4-й Париж — Тур
4-й Гран-при Фурми
5-й Джиро ди Сардиния — Генеральная классификация
6-й Париж — Рубе
6-й Чемпионат Цюриха
6-й Гран-при Наций
7-й Тур Бельгии — Генеральная классификация
1-й — Этап 4а
7-й Омлоп Хет Ниувсблад
8-й Париж — Брюссель
10-й Милан — Сан-Ремо
10-й Тур Фландрии
1981
1-й Милан — Сан-Ремо
1-й — Этап 6 Тур Швейцарии
1-й  Тур Бельгии — Очковая классификация
1-й — Этап 4
2-й Гран-при Эдди Меркса
3-й E3 Харелбеке
3-й Париж — Ницца — Генеральная классификация
3-й Амстел Голд Рейс
3-й Гент — Вевельгем
4-й Супер Престиж Перно
4-й Гран Пьемонте
5-й Тур Германии — Генеральная классификация
5-й Чемпионат Цюриха
6-й Брабантсе Пейл
7-й Чемпионат мира — Групповая гонка (проф.)
7-й Тур Фландрии
7-й Париж — Брюссель
9-й Гран-при Наций
10-й Париж — Рубе
10-й Критериум дез Ас
1982
1-й Сассари — Кальяри
1-й Омлоп Хет Ниувсблад
1-й — Этап 1а Три дня Де-Панне
2-й Льеж — Бастонь — Льеж
2-й Гран-при Ефа Схеренса
3-й Чемпионат Бельгии — Групповая гонка
3-й Гент — Вевельгем
3-й Париж — Тур
3-й Тур Лимбурга
4-й Гран Пьемонте
4-й Эшборн — Франкфурт
8-й Четыре дня Дюнкерка — Генеральная классификация
1-й — Этап 5а
10-й Супер Престиж Перно (вместе с Франческо Мозером)
10-й Флеш Валонь
1983
1-й Кубок Уго Агостони
1-й Джиро ди Романья
1-й Джиро ди Тоскана
1-й Омлоп Хет Ниувсблад
1-й — Этап 1 Неделя Каталонии
1-й — Этап 1 (КГ) Джиро д’Италия
1-й — Этап 2 Джиро дель Трентино
2-й Милан — Виньола
2-й Брабантсе Пейл
5-й Джиро ди Сардиния — Генеральная классификация
1-й — Пролог (КГ)
6-й Кубок Плаччи
8-й Льеж — Бастонь — Льеж
9-й Флеш Валонь
1984
1-й — Этап 3 Вуэльта Андалусии
1-й — Этап 1 Тур Романдии
1-й — Этап 14 Тур де Франс
8-й Дрёйвенкурс Оверейсе
9-й Гран-при Эдди Меркса
1985
1-й — Этап 2 Вуэльта Валенсии
1-й — Этап 9 Вуэльта Испании
1986
6-й Тур Фландрии
9-й Гран-при Валлонии
10-й Брабантсе Пейл
1987
6-й Гран-при Вилворде
1988
2-й Дварс дор Фландерен
7-й Гент — Вевельгем
1989
3-й Чемпионат Бельгии — Групповая гонка
1990
7-й Нокере Курсе

### Трек
1980
2-й Шесть дней Антверпена
3-й Шесть дней Милана
1981
1-й Шесть дней Антверпена

## Статистика выступлений

### Гранд-туры
| Гранд-тур                 | 1979 | 1980 | 1981 | 1982 | 1983 | 1984 | 1985 | 1986 | 1987 | 1988 | 1989 |
| ------------------------- | ---- | ---- | ---- | ---- | ---- | ---- | ---- | ---- | ---- | ---- | ---- |
| Джиро д’Италия            | —    | —    | —    | —    | 49   | —    | —    | 38   | —    | —    | 70   |
| Тур де Франс              | —    | —    | 11   | 31   | —    | 74   | НФ   | —    | —    | 102  | —    |
| (c 2010 ) Вуэльта Испании | 9    | —    | —    | —    | —    | —    | 81   | —    | —    | —    | —    |

| —  | Не участвовал  |
| НФ | Не финишировал |